# Paul de Rémusat

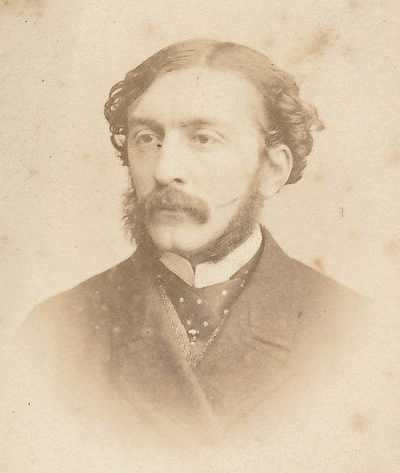
Paul de Rémusat (um 1870)

Paul Louis Etienne, Graf von Rémusat (* 17. November 1831 in Paris; † 22. Januar 1897 ebenda) war ein französischer Schriftsteller.

## Leben
Paul de Rémusat studierte die Rechte, widmete sich dann aber ausschließlich literarischer Beschäftigung, wurde 1857 Mitredakteur des Journal des Débats und 1865 Mitglied des Stadtrats zu Toulouse. 1870 begleitete er Louis Adolphe Thiers auf seiner diplomatischen Rundreise an den Höfen Europas. Im Februar 1871 wurde er vom Département Haute-Garonne in die Nationalversammlung gewählt, wo er seinen Platz im linken Zentrum nahm. Während sein Vater Charles, comte de Rémusat das Ministerium des Auswärtigen verwaltete, war er dessen Kabinettchef. Ab 1876 war er Senator. Eine Auswahl seiner für die Revue des Deux Mondes geschriebenen Artikel erschien unter dem Titel: Les sciences naturelles (1857).
Er veröffentlichte aus dem Nachlass seiner Großmutter Claire Élisabeth Jeanne Gravier de Vergennes, comtesse de Rémusat die Mémoires de Madame de Rémusat (1879–1880, 3 Bände), ins Deutsche übersetzt von Adolf Ebeling.
Dieser Artikel basiert auf einem gemeinfreien Text aus Meyers Konversations-Lexikon, 4. Auflage von 1888 bis 1890.
| Personendaten    | Personendaten                        |
| ---------------- | ------------------------------------ |
| NAME             | Rémusat, Paul de                     |
| ALTERNATIVNAMEN  | Rémusat, Paul Louis Etienne Graf von |
| KURZBESCHREIBUNG | französischer Schriftsteller         |
| GEBURTSDATUM     | 17. November 1831                    |
| GEBURTSORT       | Paris                                |
| STERBEDATUM      | 22. Januar 1897                      |
| STERBEORT        | Paris                                |